# Hip hop russo
Il rap russo potrebbe ricordare l'old school rap americano. L'artista si concentra sul rappare più che sul ritmo e sulla base. Questo perché, causa le limitate ricerche degli artisti, i beats sono spesso prodotti con programmi quali Cubase e vengono presi da dischi di dj. Versioni bootleg di questi programmi possono essere ordinate nel mercato nero per pochi dollari o scaricati da Internet. I primi pionieri più o meno conosciuti del rap russo sono i Malchishnik (Мальчи́шник), ma il riconoscimento per aver portato il rap a Mosca va al team Bad B. e al loro album "Naletchiki Bad B." uscito nel 1994.
Solo una minoranza degli MC russi hanno avuto successo commerciale: Detsl (Децл), Bad Balance/Bad B., (Плохой Баланс/Бад Би), Kasta (Каста) ed il bielorusso Seryoga (Cepёra), il quale ha unito il rap alle canzoni native satiriche Russe, al genere chastushka, ed alcuni critici hanno considerato il rap-chastushka una nuova branca del rap. Nonostante molti fan del rap non lo considerino parte della scena rap russa, il musicista ha vinto una nomination per il "Best Russian Rap in 2005 Award" degli RMA. Molti artisti hip-hop russi lavorano a tempo pieno o sono studenti di college, rappando come passatempo.